# 광주은행 본점 빌딩
광주은행 본점 빌딩(영어: Gwangju Bank Headquarters)은 대한민국 광주광역시 동구 대인동에 위치한 오피스 빌딩이다. 1994년에 착공하여 1997년에 완공하였다. 완공 당시 높은 은행 빌딩이 되었다. 높이는 94m이고 지상 21층, 지하 5층이다. 공시 설명회 개최했다. 금호건설이 건설하였다.

## 역사
원래는 터미널 부지였고 서구 광천동에 신축하고 광주은행이 땅을 매입했다. 이곳에 본점으로 사용할 빌딩을 건설한다고 추진했다. 1994년에 착공하여 1997년에 완공하였다. 7월 2일에 사용이 승인되었다. 완공 당시 광주광역시에서 높은 은행 본점 빌딩이 되었다. 9월 3일에 본점 신축으로 이전하였다. 2014년에 광주은행이 우리금융그룹으로부터 분리되어 KJB금융지주로 설립되고 개업하였다. 광주에서 오래된 은행인 광주은행은 해체되었다. JB금융지주의 자회사로 편입되었다. 2015년 광주은행 로고가 바뀐 후 나서 건물에 있는 로고가 바뀌었다.

## 높이
높이는 94m (94.55m)이다. 완공 후 광주광역시에서 높은 은행 본점 빌딩이 되었다. 현재 광주광역시에서 높은 은행 본점 빌딩이다. 금색으로 된 높은 건물이 커튼 월으로 되어 있는데 이 빌딩이 광주은행 본점을 가리킨다.

## 특징
금색으로 된 건물은 커튼 월이다. 금호건설이 건설했다. 광주은행 로고가 있다. 광주에서 은행이 생기고 오래된 은행이 사라졌다. 로고는 유지하고 로고 변경 후 로고 간판이 바뀐적이 있다. 옥상 헬리포트가 있었는데 현재는 사라졌다. 주차장은 초기에 무료로 시간이 지나면 요금을 내야 한다.

## 내부 시설
다음은 광주은행 본점 빌딩의 내부 시설이다.
| 층수                | 시설       |
| ------------------- | ---------- |
| 2층 ~ 21층          | 업무시설   |
| 1층                 | 로비       |
| 지하 5층 ~ 지하 1층 | 지하주차장 |

## 갤러리

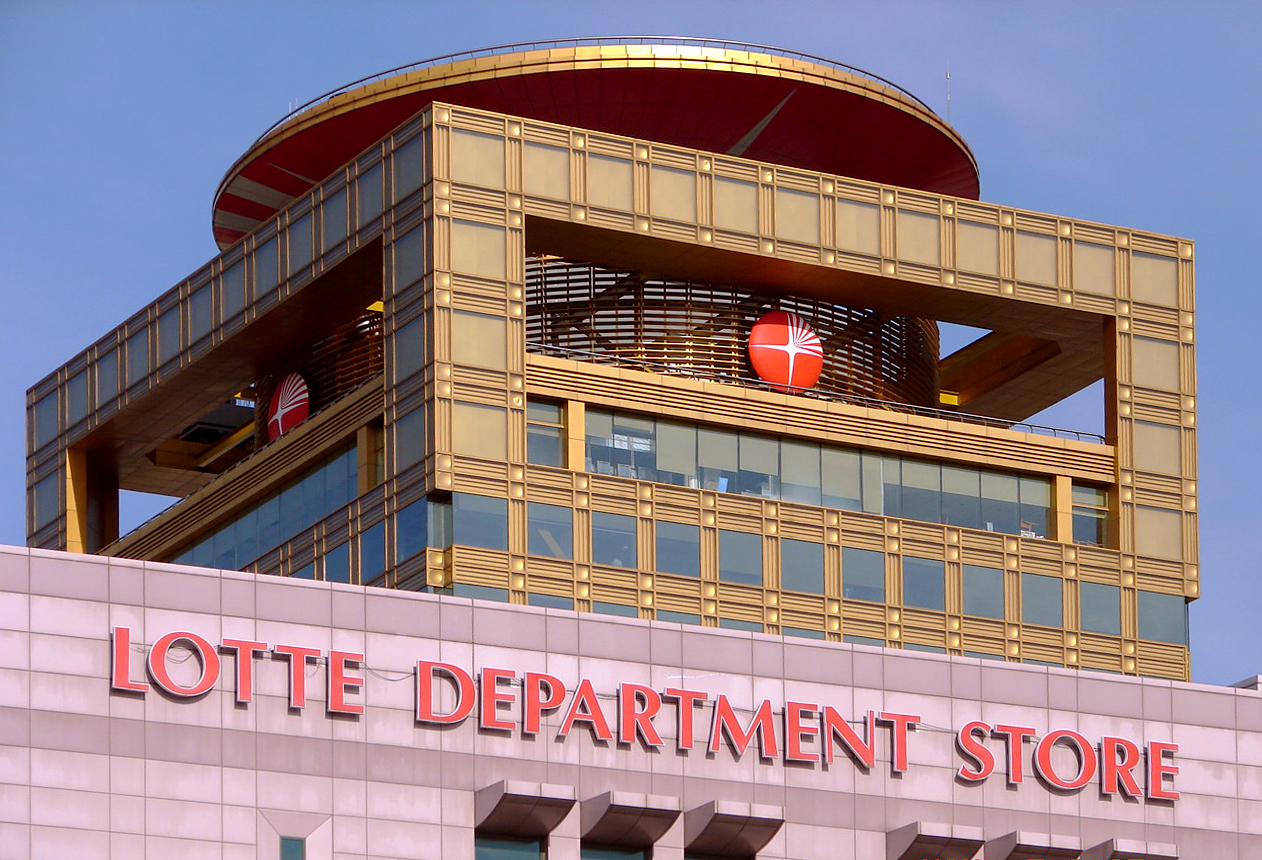
2007년 11월 7일
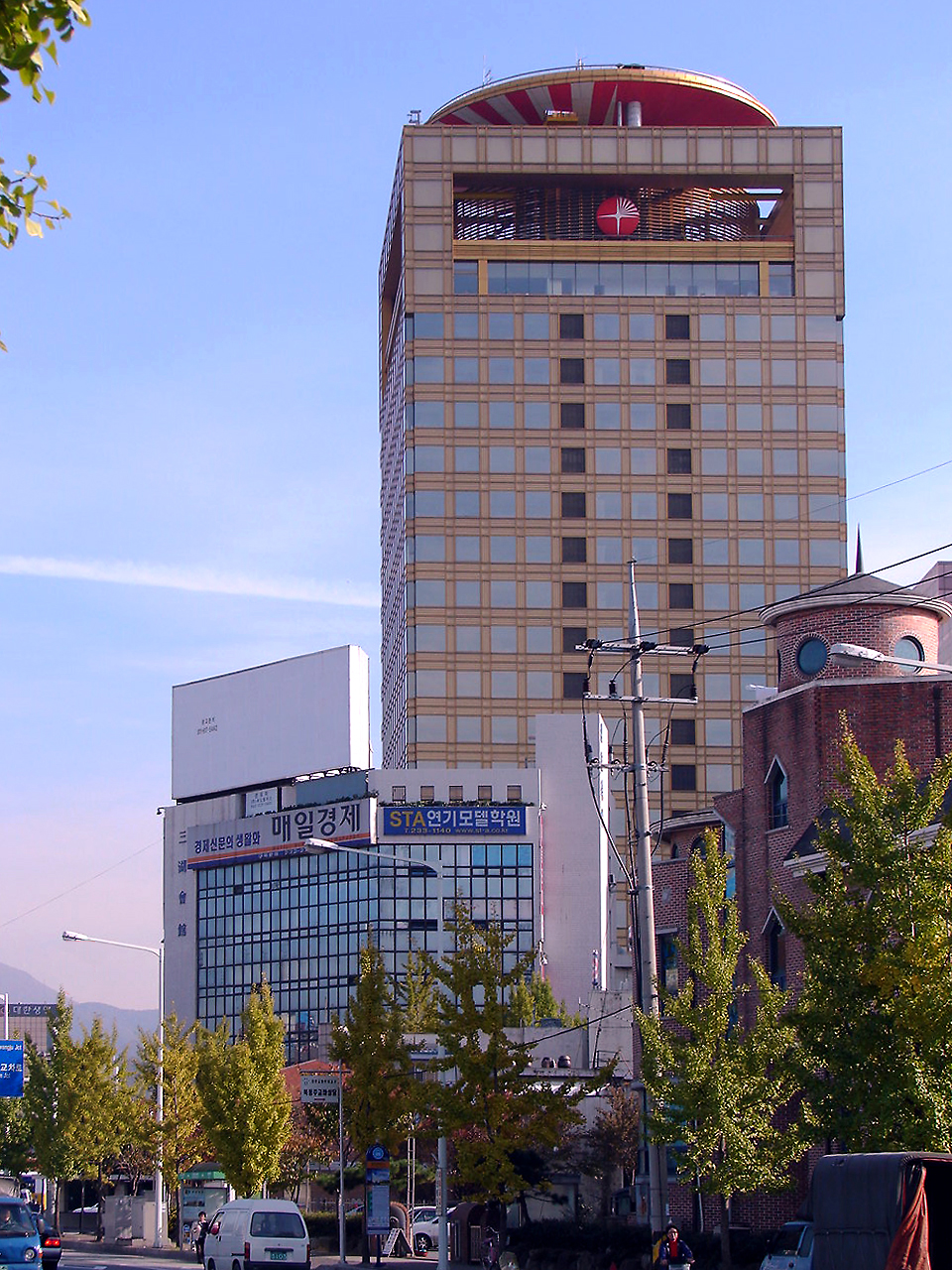
2007년 11월 11일

## 같이 보기
- 광주은행
- 광주광역시의 마천루 목록